# Marek Kraszewski
Marek Kraszewski (7 de junio de 1967) es un deportista polaco que compitió en lucha grecorromana. Ganó una medalla de plata en el Campeonato Europeo de Lucha de 1990, en la categoría de 90 kg.

## Palmarés internacional
| Campeonato Europeo | Campeonato Europeo | Campeonato Europeo | Campeonato Europeo |
| Año                | Lugar              | Medalla            | Categoría          |
| ------------------ | ------------------ | ------------------ | ------------------ |
| 1990               | Poznań (Polonia)   | Medalla de plata   | 90 kg              |